# Финляндия (водка)
Finlandia — водка, изготовляемая в Финляндии. Помимо классической водки, существуют ароматизированные версии «Финляндии» — с клюквой, манго, северными ягодами, грейпфрутом, мандарином и чёрной смородиной.

## История
Ликёроводочный завод, который сейчас производит водку Finlandia, был построен в 1888 году доктором Вильгельмом Юслином в небольшой финской деревне Раямяки неподалёку от ледника.
В 1920 году после принятия сухого закона в Финляндии, винокурня в Раямяки была куплена финским государством для обеспечения поставок спирта в аптеки и производства этанола в технических целях. Когда закон был отменён в 1932 году, государство сохранило монополию на производство водки.
Торговая марка «Finlandia» была создана в 1970 году компанией Alko. Спустя год Finlandia стала первой скандинавской водкой, сертифицированной к продаже в США, где классифицировалась как водка премиум-класса.
В 1975 году в Раямяки был построен новый завод по производству спирта, а дистилляцию стали производить в Коскенкорве с 1987 года.
За 1977—1983 «Финляндия» стала одной из самых продаваемых водок в мире, а к началу 1990-х годов —
одной из самых известных водок премиум-класса.
В 2000 году частная американская компания Brown-Forman приобрела 45 % акций на водку «Финляндия» государственного предприятия Altia, преемника Alko, 55 % акций пока оставались в собственности финского государства. Два года спустя Brown-Forman приобрела дополнительный 35%-й пакет акций Finlandia Vodka. В 2004 году Brown-Forman выкупила оставшиеся 20 % акций бренда «Finlandia», таким образом Finlandia ныне принадлежит корпорации Brown-Forman.
По состоянию на 2016 год Браун-Форман рассматривает вариант продажи водки Finlandia, чтобы сосредоточиться на собственном производстве виски.
В июне 2023 компания Coca-Cola HBC сообщила о планах купить Finlandia за 220 миллионов долларов. Сделка должна быть завершена во второй половине 2023 года.

## Производство
Водка «Finlandia» производится из финского ячменя и чистой талой воды ледников, источник которых вытекает неподалёку от Раямяки.
На предприятии Koskenkorva в западной Финляндии начальная перегонка ячменного сырья происходит в семи колоннах со средней высотой 25 метров, при этом используется система дистилляции фирмы Altia. Вредные примеси вроде метанола и сивушных масел, а также сивушных спиртов и масел, удаляются в непрерывном процессе дистилляции после более чем 200 стадий перегонки. Весь процесс производства от засыпания зерна до выхода спирта из ректификационной колонны занимает около 50 часов.
Конечный продукт, зерновой спирт крепостью 96,5 % по объёму, затем перевозят на 315 километров к югу от исторического завода алкогольных напитков в селе Раямяки близ Хельсинки. Ячменный дистиллят разбавляют ледяной водой из источника Раямяки. Поскольку вода естественным образом фильтруется через песок и морены, оставленные отступающим ледником во время ледникового периода, искусственную очистку воды не проводят.

## Разновидности

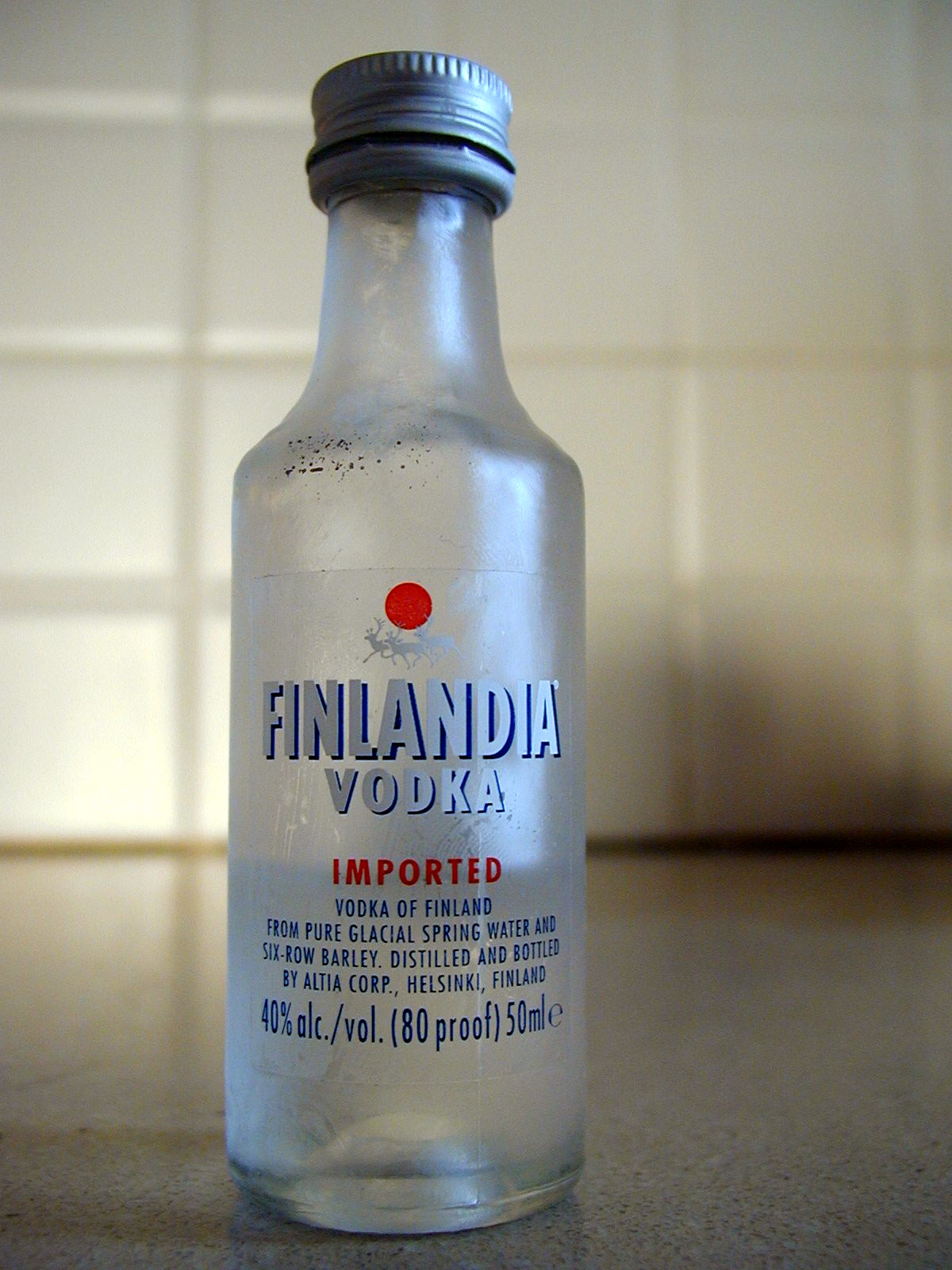
Классическая водка «Финляндия»

Помимо обычной водки, Finlandia выпускается также в виде настоек с различным вкусом. Производитель постоянно обновляет свою ароматическую серию. Например, клюквенная «Финляндия» изначально была красного цвета, но затем было решено выпускать её светлой — в состав был добавлен бесцветный клюквенный ароматизатор вместо прежнего стабилизатора цвета. Сделано это было для того, чтобы напиток не ассоциировался у потребителя с чем-то детским.
| Наименование             | Начало выпуска | Описание |
| ------------------------ | -------------- | --- |
| Finlandia Classic        | 1970           | Обычная водка крепостью 40 % по объёму |
| Finlandia Cranberry      | 1994           | Клюквенная настойка |
| Finlandia Lime           | 1999           | Лаймовая настойка |
| Finlandia Mango          | 2004           | Настойка с манго |
| Finlandia Redberry       | 2004           | Клюквенная настойка красного цвета |
| Finlandia Grapefruit     | 2006           | Грейпфрутовая настойка |
| Finlandia Blackcurrant   | 2009           | Настойка чёрной смородины |
| Finlandia Tangerine      | 2009           | Танжериновая настойка |
| Finlandia Raspberry      | 2011           | Малиновая настойка |
| Finlandia 101            | 2011           | Водка крепостью 50,5 % по объёму |
| Finlandia Platinum       | 2011           | Водка крепостью 40 % по объёму, выпускаемая ограниченной партией. Отличается от классической «Финляндии» фильтрацией через берёзу для смягчения. Каждая бутылка ограниченной серии нумеруется. |
| Finlandia Coconut        | 2014           | Настойка кокосового ореха |
| Finlandia Nordic Berries | 2015           | Настойка на северных ягодах: бруснике, морошке и чернике |

## Рекламные кампании
За последние десятилетия «Finlandia» отличилась рядом громких рекламных кампаний.
- В 1976-1985 было проведено несколько рекламных кампаний с таким слоганом: «Есть водки для любителей апельсинового сока и для любителей томатного сока. Теперь появилась водка для любителей водки» (1976)[21], «Водка для минималистов» (1977)[22], «Водка для пьяниц» (1982), «Водка „Finlandia“ — для любителей водки» (1983). «Лучшая в мире водка. На льду» (1984-85).[23].
- 1990 год. «Finlandia» проводит кампанию «Водка из верхней части мира[англ.]», делающая акцент на достоинствах водки для потребителей: холоде, прозрачности, чистоте[24]. Кампания была возобновлена в 2006 году.
- 1998 год. Кампания «В прошлой жизни я была чистой водой тающих весной ледников»[25], в которой «Finlandia» напоминает о своём ледниковом происхождении. Ощущение прошлого передавалось через зернистые фотографии людей, говорящих о своих прошлых жизнях.
- 1999 год. Кампания «Refresh» называет водку «Finlandia» «чисто освежающей»[26][27].
- В 2002 год «Finlandia» появляется в фильме «Умри, но не сейчас» как «официальная водка Джеймса Бонда»[28].
- 2005 год. Кампания «Водка из чистейшего места» объявляет «Финляндию» «голой водкой», заигрывая с финским происхождением и талой ледниковой водой, из которой водка произведена. Прозрачные бутылки ставятся против заснеженных пейзажей под заголовками вроде: «Здесь вы видите именно то, что вы сделали из» и «Когда у вас нечего скрывать, вы, как правило, ничего не скрываете»[29].
- После того, как город Хельсинки стал дизайнерской столицей мира в 2011, «Финляндия» стала официальной водкой церемонии World Design Capital Helsinki 2012[2].
- 2013 год. Кампания «Меньше ординарного в жизни» предназначена иллюстрировать менее обычный процесс производства «Финляндии» по сравнению с другими водками. Кампания призвана вдохновлять зрителей никогда не соглашайтесь на рутину, но вместо этого стремиться жить необычной жизнью[30].

## Дизайн бутылки
На ощупь и вид бутылки «Финляндии» похожи на тающие ребристые сосульки, что, с одной стороны, лишний раз подчёркивает финское происхождение водки, а с другой — ассоциируется у покупателя со свежестью и холодом. Над дизайном бутылки в разное время трудилось несколько дизайнеров, постоянно экспериментировавших с формой.
В 1970 году Тапио Вирккала разработал оригинальную бутылку «Замороженный лёд», намекающую на северное происхождение водки. Поверхность бутылки своим блеском напоминала сосульку. На этикетке были изображены два дерущихся оленя на фоне низко висящего над горизонтом солнца во время полярного дня. Бутылка данного дизайна использовалась с 1970 по 2000 год.
Дизайн «Битый лёд» был разработан в 1998 году компанией Hansen Design из Филадельфии. Этикеточная бумага была снята и заменена текстом, написанным лаком.
«Кристальный лёд» Харри Коскинена (2003 год), представлял собой финскую столешницу из стекла. Текстура бутылки вызывала ощущение подтаявшего льда, что являлось отсылкой к использованию талой ледниковой воды при изготовлении водки.
В 2011 году «Finlandia» представила новую бутылку под названием «Тающий лёд». Бутылка была разработана на основе коллективных усилий дизайнеров, включая Харри Коскинена, сыгравшего важную роль в разработке предварительного эскиза бутылки Finlandia, и Кеннета Херста, промышленного дизайнера из Нью-Йорка, который лепил новую форму.